# Castillo de Bezděz
El castillo de Bezděz (en checo: Hrad Bezděz) es un castillo gótico situado a unos 20 km al sureste de Česká Lípa, en la Región de Liberec, al norte de Bohemia, República Checa. Su construcción se inició antes de 1264 por orden de Otakar II de Bohemia.
El castillo real de Bezděz fue uno de los castillos góticos más importantes en las tierras checas hasta su destrucción en la Guerra de los Treinta Años. Erigido entre 1260-1280 en la colina de fonolita de Velký Bezděz, 1981,6 pies sobre el nivel del mar, se convirtió en la característica dominante del paisaje local y era tanto inaccesible como respetable, algo necesario para un castillo real.

## Historia
Un año después de la muerte de Přemysl, el castillo de Bezděz, que aún estaba sin terminar, se convirtió en la prisión de la reina Kunhuta y de su hijo menor de edad, Wenceslao II, que fueron encerrados bajo llave en condiciones muy espartanas por Ota Braniborský, el Margrave de Brandeburgo, después de la Batalla de Marchfeld. El muchacho, que contaba con 6 o 7 años de edad en ese entonces, permaneció allí solo cuando su madre se escapó bajo un pretexto, y es ampliamente aceptado que el lugar dejó su marca en él. De adulto, y siendo el monarca reinante, regresó a Bezděz para ordenar la construcción de una capilla, una de las partes mejor conservadas del castillo hoy en día.
El complejo del castillo fue terminado durante el reinado de Wenceslao II, que utilizó los bosques locales muy frecuentemente para cazar y relajarse. Sirvió para este propósito hasta que estalló la Guerra de Treinta Años cuando, como parte de la ronda de confiscaciones después de la Batalla de la Montaña Blanca, cayó en manos de Albrecht von Wallenstein. El famoso general empezó a convertir el castillo en una fortaleza en 1623, pero detuvo el trabajo de construcción. En 1627 decidió que debía ser reconstruida como un monasterio para los benedictinos de Montserrat, que después llevó una copia de la Virgen de Montserrat (la Virgen Negra) en 1666, convirtiendo al castillo en un lugar de peregrinación para los años venideros.
En 1686 se construyó un viacrucis a lo largo de la ruta de acceso al castillo y todo el complejo sirve para fines religiosos, hasta 1785, cuando el monasterio fue disuelto bajo las órdenes de José II. Las peregrinaciones fueron prohibidas y el castillo cayó en desuso, poco a poco convirtiéndose en ruinas. La pasión por los monumentos medievales del movimiento romántico ayudó a preservar el castillo, que es un ejemplo único de un castillo del siglo XIII conservado sin alteraciones.
Las partes que son accesibles para los visitantes son los recintos del castillo como el palacio real, la casa del burgrave y la capilla gótica. La torre del homenaje ofrece una vista impresionante del paisaje de los alrededores. La romántica silueta del castillo dio lugar a muchas leyendas y ha inspirado un gran número de escritores, artistas y compositores, incluyendo al poeta Karel Hynek Mácha y al compositor Bedřich Smetana. Un lago cercano, dominado por la silueta del castillo, lleva su nombre, el Lago de Mácha (en checo: Máchovo jezero).